# John Hawkins (ammiraglio)
Sir John Hawkins (Plymouth, 1532 – Porto Rico, 12 novembre 1595) è stato un corsaro, navigatore e politico inglese. Fu considerato il primo commerciante inglese a trarre profitto dal c.d. "Commercio triangolare" (en. Triangle Trade), cioè la vendita di forniture e schiavi africani alle colonie mal rifornite dalla Madrepatria, nella fattispecie le colonie spagnole di Santo Domingo e Venezuela alla fine del XVI secolo, ottenendone un "cavalierato". Si definì "Capitano Generale" in quanto ammiraglio sia della propria flottiglia privata sia della Royal Navy e perché il titolo di "ammiraglio" era al tempo usato per identificare ufficiali amministrativi e non militari. La sua morte e quella del suo secondo cugino e protetto, Sir Francis Drake, preannunciarono il periodo di declino che per decenni avrebbe debilitato la Royal Navy
Come tesoriere (1577-1595) e controllore (1589) della Royal Navy, Hawkins fece ristrutturare le navi più vecchie e progettò gli innovativi legni (i c.d. "galeoni da corsa") che sconfissero l'Invincibile Armata di Filippo II nel 1588. Fu tra i primi noti corsari elisabettiani (i c.d. "Sea Dogs") nonché il principale architetto della marina elisabettiana. Nella battaglia di Gravelinga servì come contrammiraglio al comando della Victory ed ottenne un secondo cavalierato sul campo. In seguito, ideò il blocco navale per intercettare la c.d. flotta spagnola del tesoro che periodicamente lasciava il Messico per portare in Spagna i tesori delle Americhe.
Cugino di secondo grado e mentore dell'altro famoso corsaro elisabettiano Francis Drake, morì con lui durante una spedizione corsara tra Panama e Porto Rico.

## Biografia

### Origini
John Hawkins nacque a Plymouth (Devonshire) da una nota famiglia di armatori. Era il secondo figlio di William Hawkins (pre-1490 - 1554/5) e di Joan Trelawny, figlia ed unica erede di Roger Trelawny di Brighton (Cornovaglia). William Hawkins era un commerciante, armatore e capitano di mare che evitò con successo di farsi invischiare nella contesa religiosa dell'Età Tudor, prestando servizio in Parlamento sia sotto Enrico VIII sia con Maria I. William era particolarmente noto alla corte di Enrico come uno dei principali capitani di fama, avendo raggiunto per la prima volta il Nuovo Mondo intorno al 1527. Il giovane John ed il fratello maggiore William (1519 - 1589), poi partner commerciali, impararono il mestiere direttamente dal padre.
Le lettere e le memorie di Hawkins suggeriscono che non fosse molto istruito. Prima dei vent'anni, aveva ucciso un tale White di Plymouth in una rissa da taverna, scampando l'accusa di omicidio con la scusante della legittima difesa. Si ritiene che Hawkins abbia svolto alcuni servizi da giovane per gli ambasciatori spagnoli che negoziarono il matrimonio di Maria I d'Inghilterra e Filippo II di Spagna. Gli spagnoli affermano che Hawkins fu personalmente nominato cavaliere dal re per questo servizio, cosa non ancora confermata dalle fonti inglesi. Hawkins stesso si riferì spesso a re Filippo come "il mio vecchio Signore". Dato certo è che Hawkins era conosciuto in ambiente spagnolo con il nome castigliano di "Juan Aquines".
John Hawkins sposò Katherine Gonson, figlia del tesoriere della Marina, il capitano Benjamin Gonson, e sorella di quel Sir David Gonson che, dopo aver denunciato Enrico VIII, fu impiccato, sventrato e squartato a St. John's Waterings. Dal matrimonio nacque Richard Hawkins (Plymouth 1562 - Londra 1622), anch'egli prestamente avviato alla marineria. Anni dopo, Hawkins si sposò nuovamente con Margaret Vaughan.

### Il commercio degli schiavi

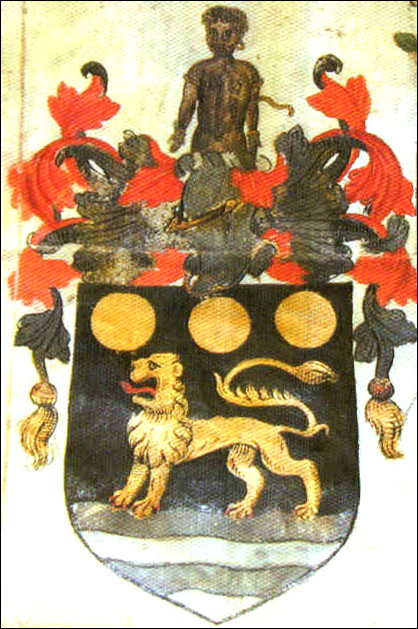
Le armi furono concesse a John Hawkins nel 1565 per gli enormi guadagni che fece nel commercio degli schiavi: "Sabbia su campo ondulato, un leone passante o, in capo tre bezants, crestato, un mezzo-moro legato e prigioniero con annuleti nelle sue braccia e orecchie".

Hawkins è considerato il pioniere della tratta degli schiavi britannica, poiché nel 1562 fu il primo a lucrare dal c.d "Commercio triangolare" di schiavi e merci con le colonie spagnole nelle Americhe. Suoi predecessori erano stati John Lok che nel 1555 aveva comprato cinque uomini dell'attuale Ghana e li aveva portati in Inghilterra dalla Guinea e William Towerson che era tornato a Plymouth dall'Africa con degli schiavi già nel 1557 (un secondo viaggio data al 1569, dopo le spedizioni di Hawkins). Nessuno dei due aveva però massimizzato il viaggio con la triangolazione come invece fatto da Hawkins.
Primo viaggio (1562-1563)
Hawkins consorziò un gruppo di ricchi commercianti per investire nel commercio. Nel 1562, salpò con tre navi per i Caraibi passando per la Sierra Leone. Dopo aver dirottato una nave negriera portoghese, ne vendette il carico di 301 schiavi nei Caraibi. Pur avendo sequestrato due navi dalle ispaniche, vendette gli schiavi a Santo Domingo e ottenne un profitto per i suoi investitori di Londra. Il suo viaggio indusse gli spagnoli a vietare a tutte le navi inglesi di commerciare nelle loro colonie delle Indie occidentali.
Secondo viaggio (1564-1565)

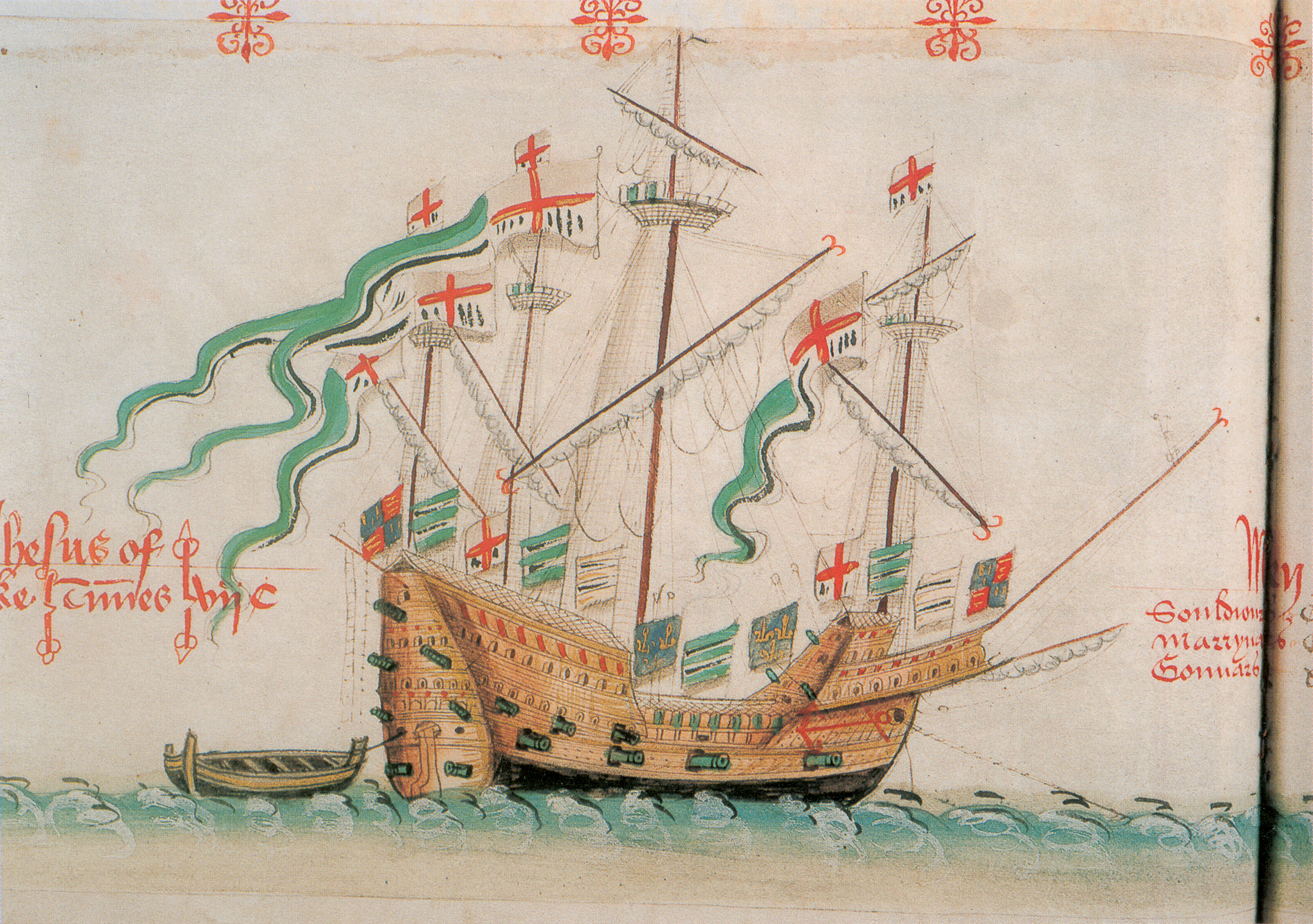
La caracca "Gesù di Lubecca" - ill. di Anthony Roll, circa 1546.

Nel 1564, la regina Elisabetta I in persona investì nel consorzio di Hawkins, dotando il capitano di una lettera di corsa per giustificare azioni militari contro i navigli iberici ed affidandogli una vecchia caracca da 700 t, già di Enrico VIII, la Gesù di Lubecca, con la quale partì per una spedizione più organizzata a capo di altre tre piccole navi. Portò con sé un suo cugino di secondo grado, Francis Drake. Puntò all'Africa occidentale, pirateggiando lungo la strada, da dove ripartì per i Caraibi con molti schiavi africani dei quali solo i 400 superstiti furono venduti a Borburata (Venezuela). Agli spagnoli piaceva mantenere il monopolio del commercio ma Diego Ruiz de Vallejo, contabile di Borburata, permise a Hawkins di scambiare schiavi a condizione che pagasse il 7,5% della tassa di Almojarifazgo ed il governatore Alonzo Bernaldez legittimò la transazione. Hawkins trafficò proficuamente in tutti i porti venezuelani ed a Rio de la Hacha e gli fu assegnato un certificato di buona condotta. Hernando de Heredia, notaio e consigliere pubblico di Rio de la Hacha, dichiarò che:
Nel corso dei primi 19 giorni di maggio, Sir Juan Haquines, comandante della flotta inglese di stanza a Rio de la Hacha, effettuò operazioni commerciali con tutti i residenti commerciando schiavi e merci [...] Una licenza commerciale gli fu concessa il 21 maggio 1565 dall'onorevole sir Rodrigo Caso, sindaco regolare della città, Hernando Castilla, Miguel de Castellanos, tesoriere, Lazaro de Vallejo Alderete, quartiermastro, Baltasar de Castellanos e Domingo Felix, assessori. Nello stesso anno, le Autorità di Santo Domingo avviarono delle indagini sulle attività irregolari condotte dai funzionari anziani di Rio de la Hacha coinvolti in un accordo con John Hawkins. Castellanos, il tesoriere, è stato accusato di condotta fraudolenta per la tratta degli schiavi. Era la terza volta che il filibustiere inglese vagava per l'area realizzando grandi operazioni commerciali tra le quali la tratta degli schiavi. Questo fatto non è stato trascurato dai funzionari pubblici di Santo Domingo in relazione alle sue visite ai porti venezuelani: nell'anno 65 [...] registrato nel 1567 [...] c'era un tale capitano di nome Juan de Aquines, inglese [...] con abbastanza merci e da 300 a 400 schiavi ottenuti nelle sue incursioni nel territorio della Guinea [...] Nella provincia del Venezuela alcuni schiavi e merci sono stati salvati da questo inglese e altri francesi e portoghesi usi a questo tipo di attività.
Dopo Borburata, Hawkins salpò per Riohacha dove i funzionari spagnoli cercarono di scoraggiarlo imponendogli delle tasse e lui minacciò di bruciare le città.
Bisognoso d'acqua per il viaggio di ritorno, Hawkins puntò alla colonia francese di Fort Caroline (Florida). Trovati i francesi (ugonotti) in pessime condizioni, barattò con loro la sua nave più piccola e delle provviste con un cannone e relative munizioni. Grazie all'aiuto di Hawkins, i francesi sopravvissero e tornarono in patria. Il capo-spedizione francese Laudonnière scrisse: "Posso dire che abbiamo ricevuto tante cortesie dal Generale [Hawkins], come era possibile ricevere da qualsiasi uomo vivente. Ha guadagnato la reputazione di un uomo buono e caritatevole che merita d'essere stimato da noi come se avesse salvato tutte le nostre vite."
Hawkins tornò in Inghilterra nel settembre del 1565. La sua spedizione fu considerata un successo totale in quanto i suoi finanziatori realizzarono un profitto del 60%.

Tra gli altri prodotti (in primis la patata), Hawkins portò in Inghilterra anche alcune foglie di tabacco istruendo i suoi compatrioti sull'usanza amerinda di fumarle.
Terzo viaggio (1567-1569)
Il terzo viaggio di Hawkins iniziò nel 1567. Nuovamente affiancato da Drake, acquistò molti schiavi in Africa e altri ne ottenne razziando alla nave schiavista portoghese Madre de Deus. Attraversò l'Atlantico diretto a Santo Domingo, all'isola di Margarita e a Bordurata con 400 schiavi.
A San Juan de Ulúa (nella moderna Vera Cruz), Hawkins e Drake incontrarono una forte spedizione militare spagnola ivi giunta per stroncare una rivolta indipendentista messicana. Con un editto del 16 giugno 1567, re Filippo II aveva infatti istituito una commissione investigativa a tale scopo composta da Gaspar de Jarava e Alonso Muñoz (del Consiglio delle Indie) e il dott. Luis Carrillo (funzionario della Corte) il cui bersaglio erano i presunti capi indipendentisti: il Viceré della Nuova Spagna Gaston de Peralta, terzo marchese di Falces, e i suoi fratellastri Martín Cortés "El Mestizo", Martín Cortés (noto anche come Martin Cortés II o Martín Cortés, 2º Marchese della Valle di Oaxaca) e Luis Cortés y Hermosillo. La commissione era sostenuta dal comandante generale della flotta, appena nominato governatore di Cuba, Pedro Menéndez de Avilés (fondatore della città di San Agustin in Florida) e dal marinaio Sancho Pardo Donlebún che in seguito sarebbe stato un potente avversario di Hawkins e Drake. Nella successiva battaglia di San Juan de Ulúa gli spagnoli distrussero tutte le navi inglesi tranne due. Il viaggio di ritorno di Hawkins fu miserabile e solo 70-80 uomini della spedizione originaria riuscirono in tutto a tornare in patria. Il cannoniere di Hawkins, Job Hartop, ebbe un periplo anche più difficile, tornando in patria solo dopo molti anni.
Sebbene i suoi primi tre viaggi fossero imprese semi-piratesche, la regina Elisabetta aveva supportato le spedizioni di Hawkins perché bisognosa delle loro entrate. Considerava infatti che i "pirati" stavano combattendo le sue battaglie contro la Spagna e il Portogallo a proprie spese e rischi. Pertanto, la regina massicciamente "incoraggiò lo sviluppo di questa marina supplementare".
Hawkins scrisse dettagliatamente del suo terzo viaggio nella A true declaration of the troublesome voyadge of M. John Haukins to the parties of Guynea and the west Indies, in the yeares of our Lord 1567. and 1568 (Londra, Thomas Purfoote, 1569). In particolare, osservò che il commercio e le incursioni inglesi erano strettamente correlati nella tratta degli schiavi e che il successo europeo nel commercio dipendeva direttamente dagli alleati africani. Commentò anche la quantità di violenza che lui e i suoi uomini usarono per soggiogare i prigionieri e forzarli alla sottomissione.
L'unica nota positiva al terzo viaggio di Hawkins fu di natura prettamente scientifica: questa volta, il capitano portò in patria uno squalo che fu poi esibito a Londra e si suppone che l'odierno lemma inglese per squalo, "shark" sia stato introdotto da Hawkins mediandolo dal germanico shurck/shurke (lett. "villano o individuo poco raccomandabile").

### La carriera a Corte (1570-1582)

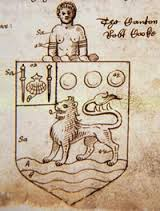
Il secondo stemma araldico di John Hawkins, del 1571, con i riferimenti alla sua vittoria a Riohacha: inquartata, una conchiglia tra due spade.

Come parte della rete di controspionaggio inglese, Hawkins s'infiltrò tra i congiurati del Complotto di Ridolfi nato per abbattere Elisabetta nel 1571. Ottenuta la fiducia dell'ambasciatore spagnolo in Inghilterra, Don Guerau de Espés, Hawkins apprese i dettagli della cospirazione e notificò al governo di arrestare i traditori. Offrì i suoi servizi agli spagnoli, al fine di ottenere il rilascio dei prigionieri di guerra e scoprire i piani per la proposta invasione spagnola dell'Inghilterra. Il suo aiuto nello sventare la trama venne ben premiato: nel '71 Hawkins entrò in Parlamento come deputato per la natia Plymouth e il 1º gennaio 1578 successe al suocero Benjamin Gonson come tesoriere della Royal Navy, ufficio che gli permise di portare la sua residenza a Deptford, presso l'importante cantiere navale della Corona, nella c.d. "Treasurers House".
Hawkins avviò una grande riforma finanziaria della marina inglese che garantì alla Royal Navy il primato mondiale all'epoca. L'impresa però gli procurò anche notevoli screzi poiché sconvolse gli interessi di molti cortigiani. Nel 1582 il suo rivale Sir William Wynter lo accusò di cattiva amministrazione, istigando una commissione reale sulla frode contro di lui. I commissari, William Cecil, I barone Burghley, Francis Walsingham (il capo dello spionaggio elisabettiano) e Francis Drake, conclusero però che non vi era alcuna corruzione indebita e che la Royal Navy era in ottime condizioni.
Hawkins riformò la marina a tutti i livelli: amministrativo quanto gestionale. Si batté infatti per il miglioramento del salario dei marinai, sostenendo che pochi uomini ben motivati e meglio pagati sarebbe stato più efficace di una massa di disinteressati malpagati. Fu però principalmente noto per le migliorie tecniche da lui promosse nella carpenteria navale inglese tramite la collaborazione professionale da lui avviata sin dal 1570 con il maestro-carpentiere Richard Chapman per costruire/ricostruire navi da guerra presso il Queen's Navy Board di Deptford. Le sue innovazioni includevano: il rivestimento della parte inferiore dello scafo con uno strato d'assi di olmo inchiodate e sigillate con una colla di pece e capelli spalmati sui legni inferiori a protezione contro i vermi che attaccavano gli scafi di legno nei mari tropicali; i topmaster staccabili, da utilizzare con il bel tempo e da riporre con il brutto tempo; furono aumentati alberi e vele; una nuova classe di navi da guerra, i "galeoni da corsa", più veloci e manovrabili dei legni iberici (il prototipo della classe fu la Foresight varata nel '70 e costruita proprio da Chapman).

### La guerra anglo-spagnola e la morte

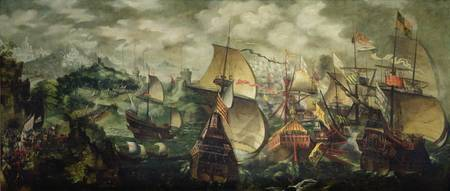
L'Invincibile Armata.

La riforma di Hawkins della Royal Navy venne testata sul campo quando nel 1588 gli inglesi affrontarono nella Manica l'Invincibile Armata di Filippo II. Hawkins servì come contrammiraglio (al comando del galeone Victory) insieme al cugino Drake ed a Martin Frobisher e potrebbe essere stato l'organizzatore degli attacchi delle navi incendiarie a Calais. Il figlio di John, Richard, comandò in quella battaglia la nave Swallow. Per il ruolo giocato nella grande vittoria navale, Hawkins ricevette un cavalierato sul campo di battaglia (forse uno stendardo) dal Lord grand'ammiraglio Howard per conto della Regina Elisabetta.
Dopo la sconfitta dell'Armada, Hawkins sollecitò l'attacco al tesoro coloniale degli spagnoli per stroncarne la riscossa. Nel 1589, Hawkins navigò con Drake in una massiccia operazione militare (la c.d. "Armada inglese") che doveva intercettare le navi del tesoro spagnole in partenza dal Messico, un'azione decisiva che avrebbe potuto costringere Filippo II al tavolo dei negoziati ed evitare quattordici anni di guerra continua. La spedizione fallì e l'Asburgo fu in grado di usare la breve tregua per ricostruire le sue forze navali e alla fine del 1589 la Spagna aveva ancora una volta una flotta atlantica abbastanza forte da scortare a casa le navi del tesoro americane. Nonostante il fallimento (che comunque non impedì a Hawkins di assumere anche il ruolo di controllore della marina quel medesimo anno), quest'idea spinse molti altri pirati inglesi a fare tentativi simili alcuni dei quali di maggior successo.

Sempre nel 1589 venne titolata da Hawkins una statua commemorativa al fratello William, da poco deceduto, nella Chiesa di San Nicola a Deptford.

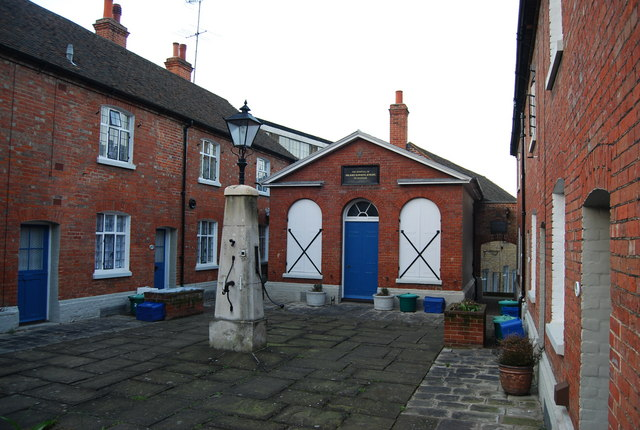
Il "Sir John Hawkins Knight Hospital" di Chatham.

Nel 1590 Drake e Hawkins fondarono un ente di beneficenza per il soccorso di marinai malati e anziani. Nel 1592 fondarono un ospedale per la cura dei marinai e nel 1594 un secondo a Chatham, intitolato proprio a Hawkins. L'ente benefico è tuttora attivo con uno statuto modificato.
Nel 1594, Richard Hawkins venne catturato dagli spagnoli nella Baia di San Matteo (Ecuador). Tradotto in catena in Spagna, non tornò in patria prima del 1602.

Suo padre non lo rivide mai più.

Nel 1595, John Hawkins accompagnò Drake in una nuova "caccia al tesoro" nelle Indie occidentali. Attaccarono due volte San Juan a Porto Rico ma non riuscirono a sconfiggerne le difese. Dopodiché si ammalarono entrambi. Hawkins morì il 12 novembre 1595 e fu sepolto in mare al largo di Porto Rico. Drake cedette invece, molto probabilmente alla dissenteria, il 27 gennaio 1596, e fu sepolto in mare da qualche parte al largo della costa di Portobelo a Panama.

## Nella cultura di massa
- John Hawkins tornò alla ribalta nel giugno 2006, quando il suo discendente Andrew Hawkins si scusò pubblicamente per il coinvolgimento dell'antenato nel commercio degli schiavi.[21] Andrew e 20 amici dell'ente benefico cristiano Lifeline Expedition si sono inginocchiati in catene davanti a 25.000 africani per chiedere perdono per il coinvolgimento di John Hawkins nella tratta degli schiavi all'Independence Stadium di Bakau (Gambia). Il vice-presidente del Gambia, Isatou Njie Saidy ha poi rimosso simbolicamente le catene in uno spirito di riconciliazione e perdono.[22][23]
- John Hawkins ha ispirato il personaggio di Basil Hawkins nel manga One Piece.[24]
- Compare come personaggio minore nel romanzo di Ken Follett La colonna di fuoco (2017).
- Compare in una puntata della quarta stagione della serie americana su Maria Stuarda, Reign.

### Esplicative
1. ↑  Il leone è dichiarato "passante" ma è raffigurato "stante".
2. ↑  Il resoconto del viaggio da parte del testimone John Sparke, titolato "The Voyage Made by the Worshipful M. John Haukins Esquire", è pubblicato in Richard Hakluyt (1589),  Principall Navigations, Voiages and Discoveries of the English Nation, Londra,  George Bishop & Ralph Newberie; ed. Henry S. Burrage [a cura di. (1906),  "The Voyage Made by M. John Hawkins Esquire, 1565" (archiviato dall'url originale il 25 marzo 2016)., pp. 523–543.
3. ↑  Le sistemazioni degli Almshouse in High Street Chatham al confine con Rochester possono essere concesse dai Governatori a un uomo o una donna bisognosa o disabile che ha prestato servizio nella Royal Navy, nei Royal Marines, nel WRNS, nella Royal Naval Nursing Service, o che è stato impiegato nei Royal Dockyards nella costruzione, riparazione, manutenzione o rimontaggio di navi RN. Possono applicare le persone che hanno prestato servizio nella Marina mercantile, nell'esercito o nella Royal Air Force, o che hanno visto il servizio attivo nelle forze di riserva. Possono essere presi in considerazione anche i coniugi o le persone a carico di quelli sopra indicati.

### Bibliografiche
1. 1 2   Britain and the Slave Trade (PDF), su National Archives Website, National Archives. URL consultato il 16 giugno 2019.
2. 1 2  Dean 2010, p. 27.
3. 1 2   The Slave Trade and Abolition: Timeline, English Heritage. Retrieved 28 November 2013.
4. ↑   Africans in British History (archiviato dall'url originale il 2 dicembre 2013).
5. ↑  Dean 2010, p. 30.
6. ↑  Reinhardt K (1949). "Die Karacke Jesus von Lübeck". Zeitschrift für Lübeckische Geschichte und Altertumskunde, 31: 79–110.
7. ↑   Anthony Benezet, Some historical account of Guinea, : its situation, produce, and the general disposition of its inhabitants, with an inquiry into the rise and progress of the slave trade, its nature and lamentable effects, London, J. Phillips, 1788.
8. ↑   Carl Ortwin Sauer, Sixteenth Century North America: The Land and the People as Seen by the Europeans, University of California Press, 1975,  p. 235, ISBN 978-0-520-02777-0.
9. ↑   Miguel Saignes, Vida de los esclavos negros en Venezuela, Hesperides, 1967, LCCN 68070476.
10. ↑  René Goulaine de Laudonnière,  A notable historie containing foure voyages made by certayne French captaynes vnto Florida. (trans. Richard Hakluyt; London: Thomas Dawson, 1587), pp. 51–52.
11. ↑   John Stow, Annales of England or a general Chronicle of England, 1615. pp. 806-7.
12. ↑  Dean 2010, pp. 37-40.
13. ↑  Hampdem J (1972), Francis Drake, privateer: contemporary narratives and documents, Taylor & Francis, ISBN 0-8173-5703-3, p. 40.
14. ↑  Loades 2009, p. 121.
15. ↑  Sala Á (2005) «1. Bases fácticas y artísticas para una idea» M. Tangir, Osvaldo, ed. Tiburón ¡Vas a necesitar un barco más grande! El filme que cambió Hollywood Hombres y tiburones: de la leyenda al estudio científico, Barcellona, Círculo Latino Ltd, ISBN 8496129721, p. 13.
16. ↑  Shark in Oxford English Dictionary.
17. 1 2  Galerno 1973, pp. 92-93.
18. ↑   A Herman, To Rule the Waves: How the British Navy Shaped the Modern World, HarperCollins, 2004, ISBN 0-340-73419-1.
19. ↑  The Mariner's mirror, Volumes 76-77. Society for Nautical Research, 1990.
20. ↑  Benson 2012, pp. 297-8.
21. ↑   Slaver's descendant begs forgiveness, su Timesonline.co.uk. URL consultato il 17 novembre 2012 (archiviato dall'url originale il 16 maggio 2008).
22. ↑   Slaver's descendant begs forgiveness - Times Online. URL consultato il 24 aprile 2020 (archiviato dall'url originale l'11 febbraio 2007).
23. ↑  (EN) Mario Cacciottolo, 'My ancestor traded in human misery', su BBC News, 23 giugno 2006. URL consultato l'11 dicembre 2024 (archiviato il 15 dicembre 2023).
24. ↑  Manga di One Piece, SBS del volume 52, capitolo 509.